# René Vilbre
René Vilbre (født 17. maj 1970 i Rakvere) er en estisk filminstruktør.
Vilbre har modtaget Nordiske Filminstitutters børnefilmpris på Nordische Filmtage i 2005 og the Don Quixote Award - Special Mention på Kyiv International Film Festival Molodist i 1998.
René Vilbres anden spillefilm I Was Here havde premiere på Karlovy Vary International Film Festival den 12. september 2008, og i Estland blev det den 5. mest succesfulde estiske filmpremiere siden 1990'erne.